# Барселона (провинция)
Барселона (xxx) е провинция в Източна Испания, в центъра на автономната област Каталония. Провинцията граничи с провинциите Тарагона, Лерида и Херона и със Средиземно море. Площта ѝ е 7 726km2. В провинция Барселона живеят 5 743 402 души живеят, от които около 29% (1 664 182) живеят в административните граници на град Барселона.

## Деление
Столицата на провинцията е град Барселона, а провинциалният съвет заседава в Каса Сера на Рамбла де Каталония в този град. Някои други градове в провинция Барселона включват Оспиталитет де Льобрегат, Бадалона, Марторел, Матаро, Сабадел, Тераса, Игуалада, Вик, Манреса, Берга .
Тъй като разделението по провинции в Испания и разделението по комарки в Каталуния не съвпадат напълно, терминът комарки на провинция Барселона не би бил напълно правилен. Въпреки това може да се направи списък на комарките, които са включени – изцяло или частично – в провинция Барселона:
- Напълно включени:
  - Алт Пенедес
  - Аноя
  - Багес
  - Байш Льобрегат
  - Барселонес
  - Вайес Оксидентал
  - Вайес Ориентал
  - Гараф
  - Маресме
  - Моянес
- Частично включени:
  - Бергеда (всички общини с изключение на Госол)
  - Осона (всички общини с изключение на Еспинелвес, Видра и Виладрау)
  - Селва (само община Фогарс де ла Селва)

## География
Две крайбрежни планински вериги минават през провинция Барселона. Има няколко забележителни по-малки планински вериги, които са разположени в провинцията, включително Монсени, Сера де Колсерола и Тибидабо. Педрафорка е най-високата планина в провинцията, разположена от северната страна като част от Предпиренеите. Тибидабо е планината, която гледа към град Барселона.
По-голямата част от провинция Барселона има средиземноморски климат по крайбрежието и океански климат във вътрешността.
Основната река, която пресича провинция Барселона, е Льобрегат, която извира в община Кастелар де Нух, в планинската верига Кади на надморска височина от 1259 m. Има дължина от 175 км и се влива в Средиземно море, като по дължината си има множество притоци като Карденер и Ноя. Други важни реки са Тордера, която извира от планината Монсени и се влива в Средиземно море, и Бесос.
С 33 000 дървета на квадратен километър, Барселона е втората най-гъсто залесена провинция в Испания (след съседната провинция Херона), което е впечатляващо предвид гъстотата на населението.

## Население
Барселона е втората най-населена провинция в Испания и първата в Каталония.